# Antal Sándor
Antal Sándor (Zsámbék, 1948) is een Hongaarse beeldhouwer.

## Leven en werk
Sándor werd geboren in Zsámbék bij Boedapest als zoon van een Hongaarse vioolvirtuoos. Al op jonge leeftijd hakte hij een model in zandsteen van de ruïne van de romaanse kerk uit de 13e eeuw in Zsámbék. In 1962
ging hij in de leer als steenhouwer in Boedapest. Hij werkte als restaurator aan het Hongaars parlementsgebouw en de Burcht van Boeda in Boedapest. Zijn bijzondere talent werd opgemerkt door collega's en hij volgde een bedrijfsopleiding voor het werken aan kunstobjecten. Aansluitend studeerde hij gedurende vier jaar beeldhouwkunst aan de academie. In 1973 won hij de Centenarium Prijs.
In 1974 ging hij naar Parijs, waar hij tot 1978 studeerde bij de hoogleraren Étienne Martin en Jean Cardot aan de École nationale supérieure des beaux-arts. Ook bezocht hij de particuliere Academie Du Feu van zijn landgenoot László Szabó en werkte als restaurator in het Louvre. In 1977 won hij de zilveren medaille tijdens de Salon de Paris in het Grand Palais.
In 2004 werd tegenover de kerkruïne in Zsámbék zijn Galerie-Kapelle Zsámbék geopend.

## Enkele werken
- Wiesloch Triptychon, 3-delig gipsreliëf voor de Kunstkreis Südliche Bergstraße-Kraichgau
- Elefant (1992, Innenstadt in Wiesloch
- Madonna (2000), Vaticaanstad - geschenk van de Hongaarse staat aan Paus Johannes Paulus II
- Symphonie (2006), Gerbersruhpark in Wiesloch
- Die Nacht (2007), onderdeel van de Brunnengalerie in Wiesloch
- Portretbuste Pauline Maier (2009), Wiesloch

## Fotogalerij

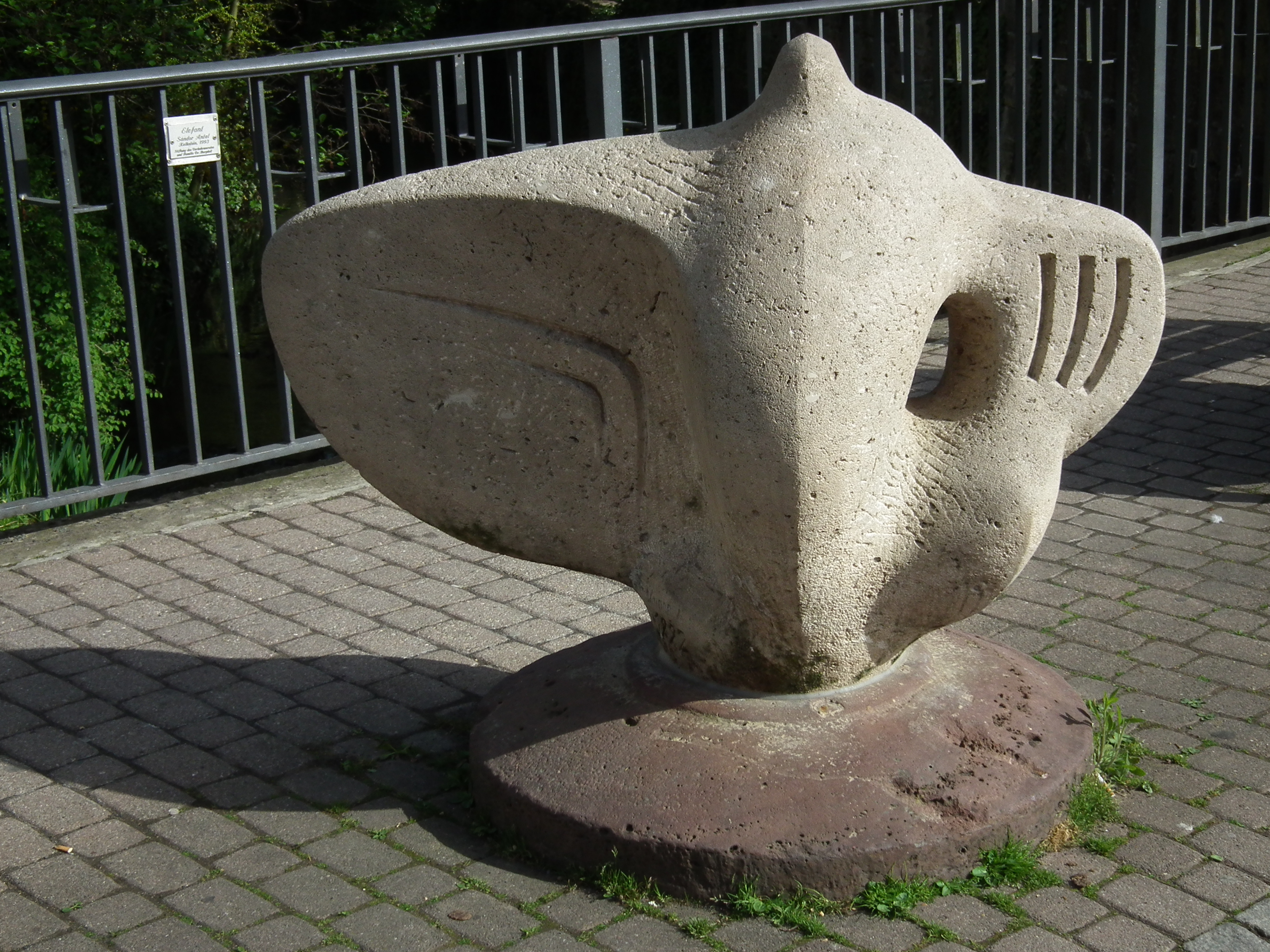
Elefant (1992), Wiesloch
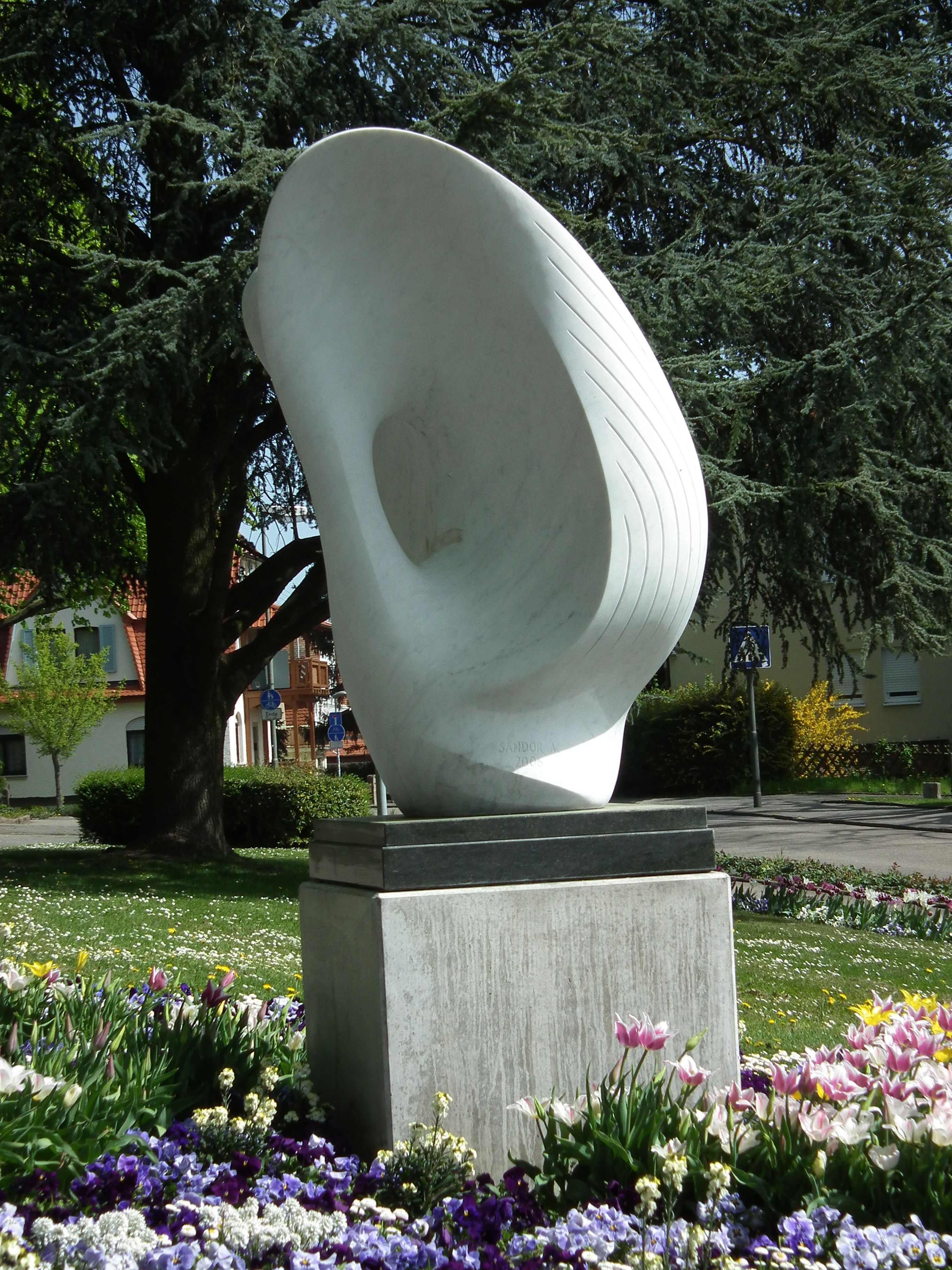
Symphonie (2006), Wiesloch
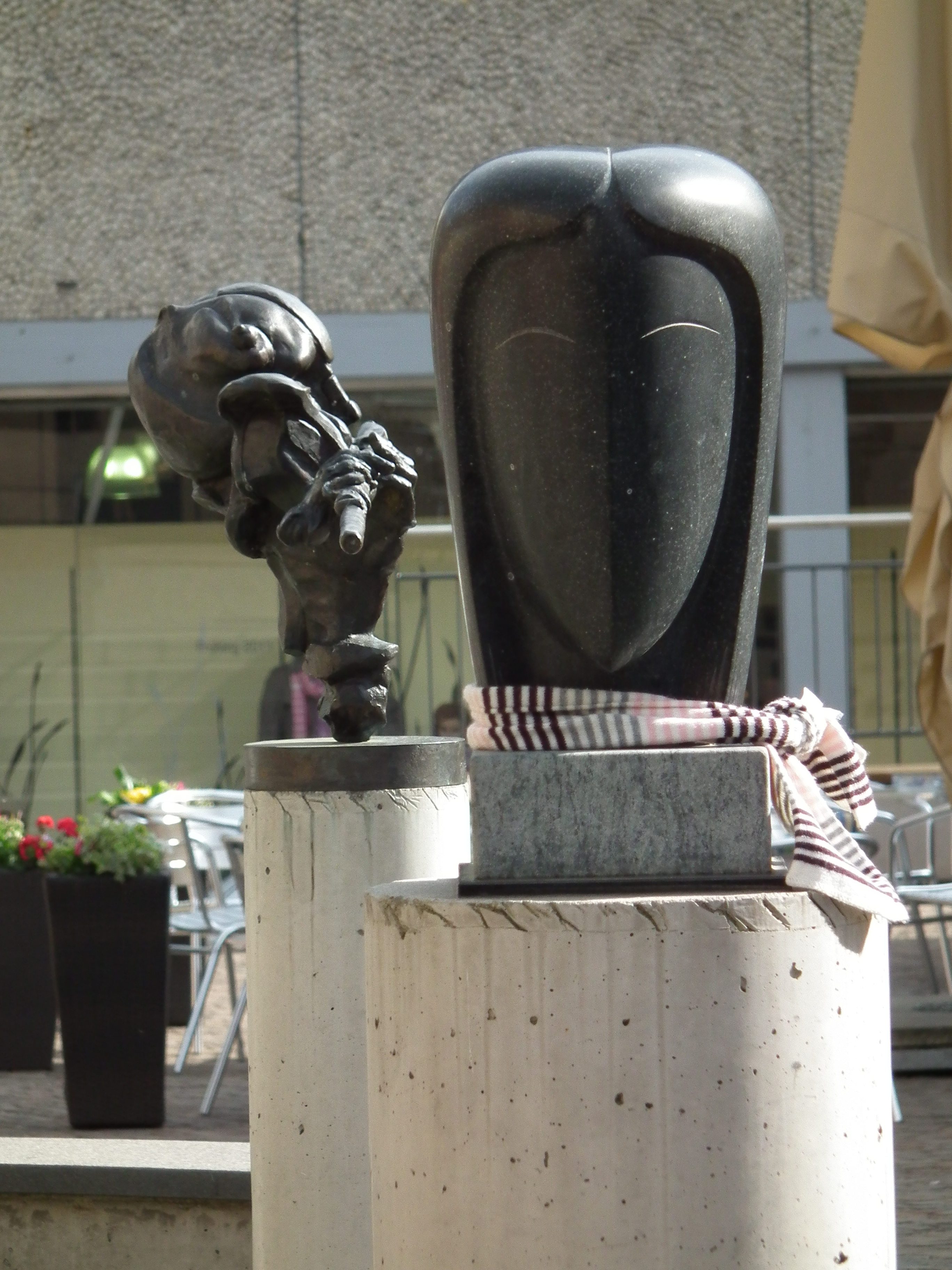
Die Nacht (2007), Wiesloch